# Roger Courbatère
Roger Courbatère, né le 9 mai 1905 à Bordeaux et mort le 16 février 1998 à Brive-la-Gaillarde, est un homme politique français.

## Détail des fonctions et des mandats
Mandat parlementaire
- 7 janvier 1968 - 1er octobre 1971 : Sénateur de la Corrèze